# Tegernau (Kleines Wiesental)
Tegernau – dzielnica gminy Kleines Wiesental w Niemczech, w kraju związkowym Badenia-Wirtembergia, w rejencji Fryburg, w regionie Hochrhein-Bodensee, w powiecie Lörrach. Leży w Schwarzwaldzie, w Parku Natury Südschwarzwald, nad rzeką Kleine Wiese, ok. 7 km na zachód od Zell im Wiesental. Do 31 grudnia 2008 gmina i zarazem siedziba związku gmin Kleines Wiesental, który dzień później został rozwiązany.